# Dendrocopos
Dendrocopos is een geslacht van vogels uit de familie van de spechten (Picidae). De naam Dendrocopus is afgeleid van het Oudgrieks δένδρον (dendron)‚ boom en van κόπος (kopos)‚ kloppen, slaan. 

## Kenmerken
Het zijn middelgrote vogels, vaak zwart wit gekleurd met ook plekken rood in het verenkleed, meestal op de kop.

## Leefwijze
Het zijn typische bosbewoners die nestelen in holtes die ze zelf uithakken in dode bomen of afgestorven delen van levende bomen. Het zijn overwegend insecteneters, maar zij foerageren ook op bessen en noten.

## Verspreiding en leefgebied
Het geslacht is wijdverbreid in de Oude Wereld. Van de Britse Eilanden in het westen tot aan de Filipijnen in het oosten en tot in Noord-Afrika in het zuiden, komen soorten van dit geslacht voor. 
In Nederland komt één soort als broedvogel voor: grote bonte specht (Dendrocopos major). 

## Soorten
Het geslacht bestaat uit de volgende twaalf soorten:
- Dendrocopos analis – Oostelijke vaalborstspecht
- Dendrocopos assimilis – Tamariskspecht
- Dendrocopos atratus – Streepborstspecht
- Dendrocopos darjellensis – Darjeelingspecht
- Dendrocopos himalayensis – Himalayaspecht
- Dendrocopos hyperythrus – Bruinkeelspecht
- Dendrocopos leucopterus – Witvleugelspecht
- Dendrocopos leucotos – Witrugspecht
- Dendrocopos macei – Vaalborstspecht
- Dendrocopos major – Grote bonte specht
- Dendrocopos noguchii – Okinawaspecht
- Dendrocopos syriacus – Syrische bonte specht